# Wizards of the Coast

Logo von Wizards of the Coast

Wizards of the Coast (kurz Wizards oder WotC) ist eine US-amerikanische Firma mit Sitz in Renton, Washington. Sie befindet sich im Besitz der Hasbro-Gruppe und stellt Sammelkarten- und Pen-&-Paper-Rollenspiele her und vertreibt sie weltweit. Wizards ist durch Veröffentlichung des ersten Sammelkartenspiels Magic: The Gathering bekannt geworden.

## Firmengeschichte

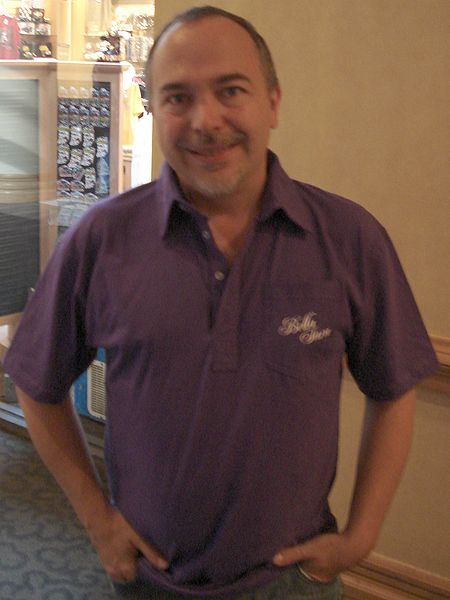
Peter Adkison (2007)

Wizards of the Coast wurde im Jahr 1990 von Peter D. Adkison gegründet. Erfolgreich wurde die Firma jedoch erst seit der Zusammenarbeit mit Richard Garfield, dem Erfinder des Sammelkartenspiels Magic: The Gathering. 1993 erschienen, wurde dieses Kartenspiel zu einem internationalen Erfolg und machte Wizards of the Coast zu einer großen und lukrativen Firma. Später erhielt Wizards die Lizenz für das Sammelkartenspiel zur erfolgreichen Pokémon-Produktlinie. Aufgrund dieser Erfolge konnten sie 1998 die in finanzielle Schwierigkeiten geratene Rollenspielfirma TSR übernehmen. Wizards wurde dann ihrerseits 1999 von Hasbro, Inc. übernommen.

## Produkte
Das erfolgreichste Produkt von Wizards of the Coast ist das von Richard Garfield erfundene und in mehreren Sprachen erschienene Magic: The Gathering, womit das Genre des Sammelkartenspiels erfunden wurde. Ebenfalls von Garfield erfunden und über Wizards vertrieben ist das Brettspiel Robo Rally. Durch den enormen finanziellen Erfolg konnten verschiedene Firmen und Lizenzen erworben werden. So vertreibt Wizards of the Coast nun neben Sammelkartenspielen u. a. von Duel Masters, Pokémon (bis 2003), Simpsons und BattleTech (bis 1997) auch verschiedene Rollenspiele wie Dungeons & Dragons und Star Wars. Außerdem gehören zur Produktpalette Dungeons & Dragons Miniatures, MLB Showdown und Neopets. 2006 wurde ihr erstes Sammelminiaturenspiel Dreamblade auf den Markt gebracht. Zusätzlich vertreibt WotC auch Bücher und Merchandising zu den genannten Spielen.
2000 wurde das Rollenspiel Dungeons & Dragons grundlegend überarbeitet und unter dem Namen D&D Version 3.0 neu auf den Markt gebracht. Das Regelwerk steht unter der Open Game License und trägt die Bezeichnung d20. Inzwischen wenden viele Spiele, u. a. auch von Drittanbietern, dieses Regelsystem an, darunter
- das Rollenspiel Star Wars (Grundlage für die PC-Spielereihe Knights of the Old Republic)
- das Rollenspiel zur bekannten Fantasy-Romanreihe The Wheel of Time (dt.: Das Rad der Zeit)
- das Rollenspiel zum PC-Spiel Warcraft 3
- das Rollenspiel zu H. P. Lovecrafts Call of Cthulhu
- d20-modern (Rollenspiel in der Gegenwart und Zukunft)

## Internationaler Vertrieb
Der Vertrieb ins Ausland geschieht durch verschiedene Partner, obwohl die Übersetzungen in den USA getätigt werden. Die Rollenspiele werden seit 2009 von Ulisses Spiele vertrieben.